# Izhar Cohen
Izhar Cohen (hebrejsky יִזְהָר כֹּהֵן‎; * 13. března 1951 Tel Aviv) je izraelský zpěvák, který v roce 1978 vyhrál Eurovision Song Contest.

## Kariéra
Narodil se v Tel Avivu a vyrůstal v Giv'atajimu v rodině zpěváků jemensko-židovského původu.
Zpívat začal už jako dítě, kdy také vystupoval se svým otcem. V 18 letech se připojil ke skupině Nachal izraelských obranných sil. Během 70. let byl jedním z nejhranějších zpěváků v Izraeli. V roce 1978 reprezentoval společně se skupinou Alphabeta Izrael na Eurovision Song Contest, kde zazpívali skladbu „A-Ba-Ni-Bi“.
Cohen znovu reprezentoval Izrael na Eurovizi v roce 1985 s písní „Olé, Olé“ a umístil se na 5. místě. Do soutěže se pokusil probojovat ještě v letech 1982, 1987 a 1996, národní kolo ale ani jednou nevyhrál.
Cohen byl hercem v divadle v Haifě. Vlastní klenotnictví na ulici Dizengoff v Tel Avivu.
V roce 2020 byl jedním z vystupujících v pořadu The Singer in the Mask, ze 14 soutěžích se umístil na 10. místě.
V roce 2024 se objevil v tanečním pořadu Rokdim Im Kokhavim, kde skončil jako 15. z 21 účastníků.